# Garrulaxe à collier
Garrulax monileger
Espèce
Statut de conservation UICN

 LC  : Préoccupation mineure
Le Garrulaxe à collier (Garrulax monileger) est une espèce de passereau de la famille des Leiothrichidae originaire d'Asie.

## Distribution
On le trouve au Bangladesh, Bhoutan, Birmanie, Cambodge, Chine, Inde, Laos, Népal, Thaïlande et Vietnam.

## Habitat
Ses habitats naturels sont les forêts tempérées, les forêts tropicales et subtropicales humides de basses et hautes altitudes, et la végétation tropicales et subtropicales de broussailles.

## Sous-espèces
D'après Alan P. Peterson, il existe les 10 sous-espèces suivantes :
- Garrulax monileger badius  Ripley 1948
- Garrulax monileger fuscatus  Baker,ECS 1918
- Garrulax monileger melli  Stresemann 1923
- Garrulax monileger monileger  (Hodgson) 1836
- Garrulax monileger mouhoti  Sharpe 1883
- Garrulax monileger pasquieri  Delacour & Jabouille 1924
- Garrulax monileger schauenseei  Delacour & Greenway 1939
- Garrulax monileger schmackeri Hartlaub 1898
- Garrulax monileger stuarti Meyer de Schauensee 1955
- Garrulax monileger tonkinensis  Delacour 1927